# Prelát

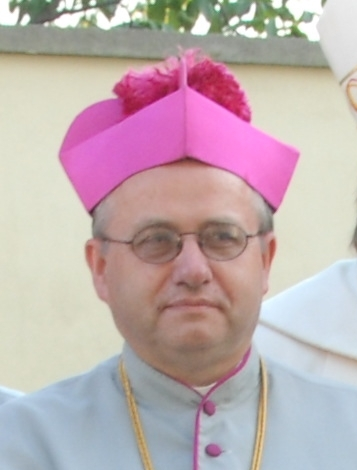
Kanovník K. Havelka, katolický prelát, dlouhodobě působící na poli budování česko-německých vztahů

Prelát (latinsky praelatus představený) je označení pro klerika, který je ordinářem (např. biskupem), nebo mu přísluší hodnost ordináři ekvivalentní či nadřazená (např. vyšší úředník kurie, či určité kapitulní dignity). Titulu se užívá v římskokatolické církvi a v některých protestantských episkopálních církvích, například v anglikánské církvi.
Krom řádných, resp. skutečných prelátů, existuje též status osobního či čestného preláta – čestný titul, který není spojen s žádnými pravomocemi (a často ani povinnostmi), kterým Svatý stolec vyznamenává zasloužilé duchovní.

## Katolická církev

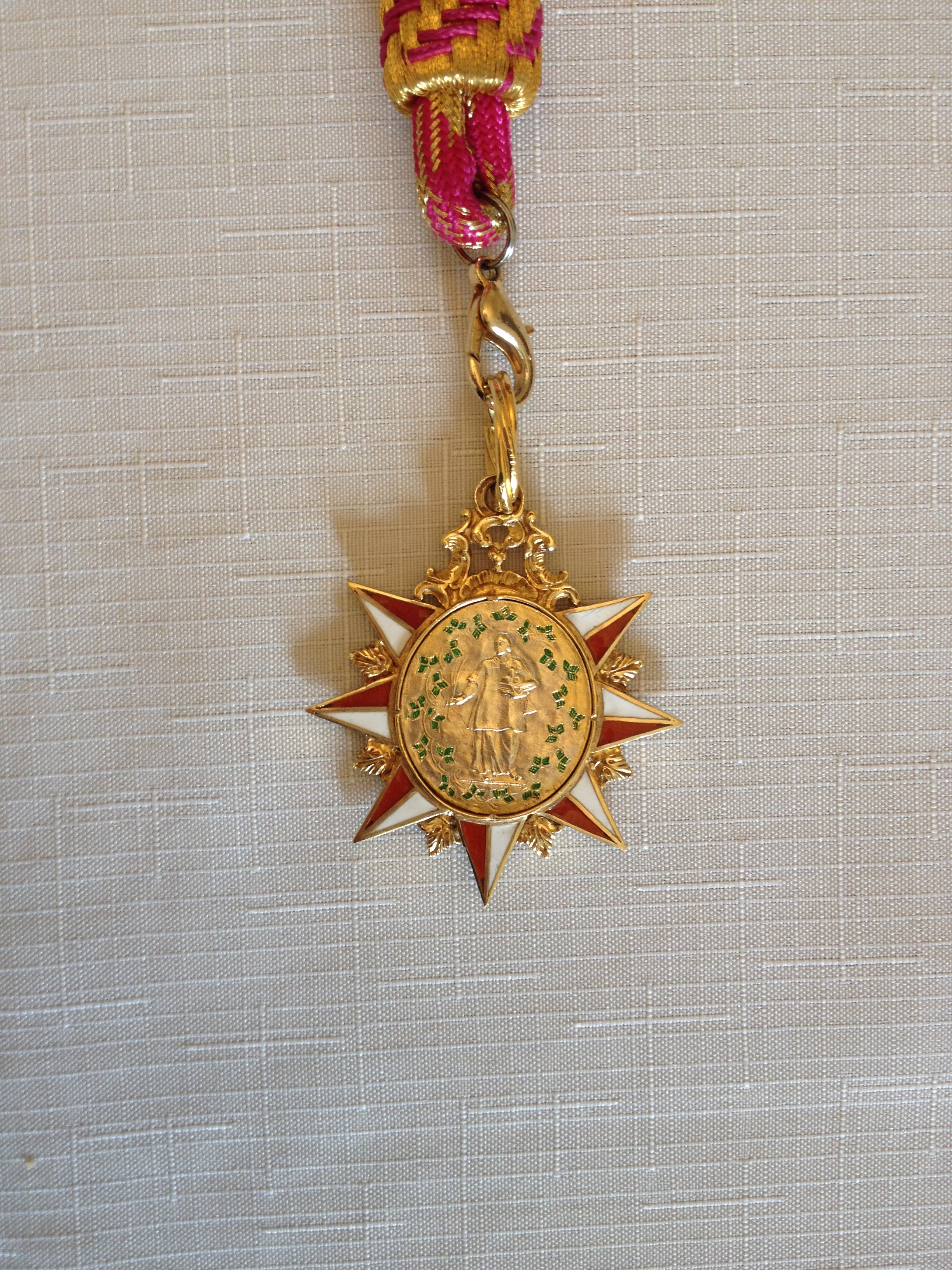
Numisma kanovníků katedrální kapituly v Litoměřicích (líc)

### Prelát minor a maior
V katolickém prostředí rozlišujeme podle přijatého kněžského svěcení: prelát maior (latinsky praelatus maior – prelát větší) a prelát minor (latinsky praelatus minor – prelát menší). Prelát maior přijal biskupské svěcení. Do této kategorie patří biskupové a arcibiskupové. V případě kardinálů, již jsou hierarchicky biskupům a arcibiskupům nadřazení, je situace s rozlišením na prelát maior či prelát minor obtížnější. Ze zvláštního důvodu může být papežem udělena výjimka, a může být kardinál i bez biskupského svěcení, pouze s kněžským svěcením. Typickým příkladem je kardinál Tomáš Špidlík, který byl kreován kardinálem, ale biskupské svěcení nepřijal. V tom případě ho můžeme označit jako: prelát minor. Prelát minor má pouze kněžské svěcení.

### Heraldika
Heraldickým odznakem preláta je široký renesanční klobouk (italsky galero), též se užívá výraz pastýřský klobouk (italsky zvaný: saturno či cappello romano) nad štítem se šesti nebo desíti třapci v různých barvách, dle přijatého svěcení nebo svěřeného úřadu konkrétnímu hodnostáři.

### Liturgie
V liturgii pak prelát může používat insignie, které mu vlastním právem přísluší. Mezi ně patří např. pektorál či kanovnické numisma, dříve také pontifikální rukavice a další.

### Prelatura
Prelatura označuje v tomto smyslu
- úřad preláta či území, na němž má vymezenou působnost (u diecézního biskupa je jeho prelaturou diecéze),
- budovu, sídlo preláta, například obydlí opata v klášteře,

nebo (v římskokatolické církvi) v užším smyslu
- jurisdikční strukturu osobního charakteru ustavenou pro zvláštní pastorační účely (osobní prelatura),
- typ místní církve, vymezený územně a zřízený pro zvláštní okolnost (územní prelatura).

### Galerie

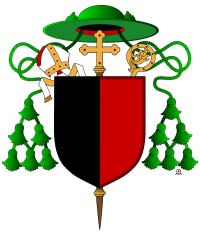
Znak preláta maior Jana Adama z Mitrovic, biskupa litoměřického (po papežské instrukci Ut sive sollicite z roku 1969 již ve znaku nejsou užívány mitra a berla)
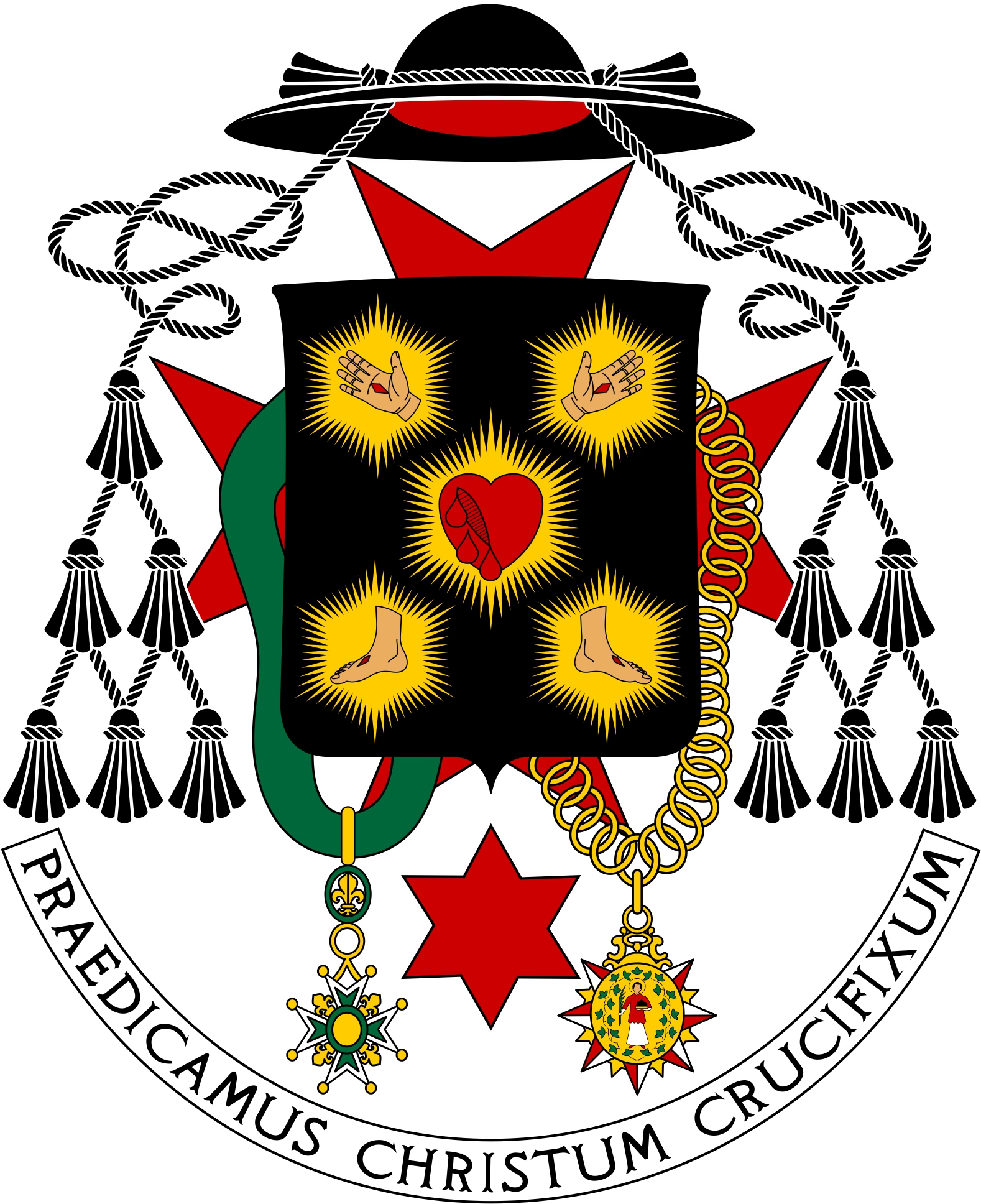
Znak preláta minor Jiřího Hladíka, člena řádu křižovníků s červenou hvězdou, probošta litoměřické kapituly a generálního vikáře českého velkopřevorství Vojenského a špitálního řádu sv. Lazara Jeruzalémského
Znak preláta minor Ernesta kardinála Simoniho, který ačkoli byl kreován kardinálem, nebyl vysvěcen na biskupa (získal dispens z důvodu vysokého věku)
Znak preláta maior Roberta kardinála Saraha, který byl arcibiskupem Conakry

## V protestantismu
Preláti jsou jmenováni v anglikánské církvi a některých dalších protestantských denominacích.